# Schleifmühle (Altdorf bei Nürnberg)
Schleifmühle (anhörenⓘ) ist ein Gemeindeteil der Stadt Altdorf bei Nürnberg im Landkreis Nürnberger Land (Mittelfranken, Bayern). Schleifmühle liegt in der Gemarkung Altdorf.

## Geografische Lage
Das Dorf liegt an der Kreuzung der Kreisstraße LAU 29 mit der Staatsstraße 2240 nahe der Bundesautobahn 3 im Schwarzachtal an der Mündung des Raschbachs und des Ammerbachs in die Schwarzach. Die Straßennamen sind Gnadenberger Straße, Sandweg und Schwarzachtalstraße. Die St 2240 führt nach Gnadenberg (1 km östlich) bzw. nach Altdorf (2,8 km nordwestlich). Die LAU 29 führt nach Rasch (1,3 km westlich). Eine Gemeindeverbindungsstraße führt nach Hagenhausen (1,1 km nördlich).

## Geschichte
Mit dem Gemeindeedikt (frühes 19. Jahrhundert) wurde Schleifmühle dem Steuerdistrikt Altdorf und der Munizipalgemeinde Altdorf zugewiesen.